# Fan-Tas-Tic (Vol. 1)
Slum Village – pierwszy album studyjny amerykańskiej grupy hip-hopowej Slum Village. Album został nagrany w latach 1996–1997, lecz został
wydany dopiero w 2005 roku.

## Lista utworów
1. Fantastic – 1:28
2. Keep It On (This Beat) – 3:09
3. I Don’t Know – 1:01
4. How We Bullshit – 1:16
5. Fat Cat Song (feat. Phat Kat) – 2:53
6. The Look Of Love – 4:17
7. Estimate – 1:24
8. Hoc N Pucky – 1:38
9. Beej N Dem – 2:15
10. Pregnant (T3) – 1:17
11. Forth & Back (Rock Music) – 3:36
12. Fantastic 2 – 0:50
13. Fantastic 3 – 1:35
14. This Beat (Keep It On) (Remix) – 2:59
15. 5 Ela (Remix) (Ft. 5 Elementz) – 3:00
16. Give This Nigga – 1:35
17. Players – 2:59
18. Look Of Love (Remix) – 2:46
19. Pregnant (Baatin) – 1:01
20. Things U Do (Remix) / Uh-Ah-Wu-Ah – 3:27
21. Fat Cat (Remix) – 2:44
22. Fantastic 4 – 1:20
23. What’s Love Gotta Do With It (Look Of Love Remix) – 3:26 (2005 bonus track)
24. 2U4U (instrumental) – 2:11 (2005 bonus track)

## Użyte sample
- "Fantastic" 
  - Herbie Hancock – "You'll Know When You Get There"
- "Keep It On"
  - Gil Evans – "Snowflake Bop"
  - Keni Burke - "Risin' to the Top"
  - Heatwave - "Ain’t No Half Steppin'"
- "I Don’t Know"
  - James Brown – "Sex Machine", "Make It Funky" oraz "My Thang"
- "Fat Cat Song"
  - Larry Young – "Turn off the Lights"
- "The Look of Love"
  - Barney Kessel – "The Look of Love"
  - Trina Broussard - "Inside My Love"
- "Estimate"
  - Clare Fischer - "You Call It Madness"
- "Hoc N Pucky" 
  - Bill Evans – "T.T.T. (Twelve Tone Tune)"
- "Beej N Dem" 
  - George Clinton – "Atomic Dog"
  - Gil Evans - "Friday The 13th"
- "Forth & Back"
  - Tom Browne – "Funkin 4 Jamaica"
  - Herbie Hancock - "I Thought It Was You"
- "Fantastic 3" 
  - The Moog Machine - "Age of Aquarius”
- "5 Ela (Remix)" 
  - The Gap Band - "Yearning for Your Love"
  - Patrice Rushen - "Remind Me"
- "Give This Nigga" 
  - Zapp - "Heartbreaker"
- "Players"
  - Singers Unlimited - "Clair"
- "Look of Love (Remix)"
  - Minnie Riperton – "Inside My Love"
- "Pregnant (Baatin)"
  - Roger Troutman - "A Chunk of Sugar"
- "Things U Do (Remix)"
  - Gary Burton Quartet - "Sing Me Softly of the Blues"
- "2U4U (Instrumental)" 
  - D’Angelo – "Jonz In My Bonz"